# Ghanzi
Ghanzi (također i Gantsi) grad je u Bocvani, sjedište istoimenog distrikta. Nalazi se na zapadu zemlje, u pustinji Kalahari, 65 km istočno od granice s Namibijom. Kao pustinjsko naselje, prilično je izoliran od ostalih naseljenih područja Bocvane. Poznat je kao "Prijestolnica Kalaharija".
Osnovan je 1870-ih kao trgovačka postaja, no prvi su se Afrikaneri naselili u područje tek krajem 19. stoljeća. Danas većinu stanovništva čine Bušmani, a uz njih i plemena Bakgalagadi, Baherero, Batawana te Afrikaneri, potomci prvih doseljenika. Glavna je djelatnost poljoprivreda, posebice uzgoj govedâ: do 1936. bilo je preko 40 rančeva, dok ih danas ima preko 200.
Godine 2001. Ghanzi je imao 9.934 stanovnika.

## Vanjske poveznice
- Ghanzi na stranici Bocvanske turističke zajednice (engl.)